# 普雷利區
普雷利區是拉脫維亞東南部的一個已废置的區份。面積2,042平方公里。人口41,479人。区府普雷利。下分2市18村。
拉脫維亞於2009年撤销了所有的区份，并改制为市镇。